# Antonio Campos Muñoz
Antonio Jesús Campos Muñoz (San Fernando (Cádiz), 1951) es un médico español, Catedrático de Histología de la Facultad de Medicina de la Universidad de Granada, y vicepresidente de la Real Academia Nacional de Medicina.

## Biografía profesional
Licenciado en Medicina y Doctor con premio extraordinario, amplió estudios en Londres y Pittsburg y obtuvo plaza de Catedrático de Histología de la Facultad de Medicina de Granada en 1981. 
Sus investigaciones histológicas se han centrado en los tejidos mineralizados, especialmente en la membrana otoconial y en el desarrollo de nuevas técnicas de cuantificación con microscopía electrónica analítica para su aplicación a células y tejidos. En este mismo ámbito, ha sido el impulsor en España de la ingeniería tisular, promoviendo el primer programa de máster y doctorado en dicha materia y su incorporación a los estudios de medicina. 
Desde sus distintas responsabilidades públicas, ha sido el promotor del Plan Cajal de movilidad de estudiantes de medicina en España, precursor del actual programa SICUE del Ministerio de Educación, y del programa de Redes temáticas de investigación cooperativa del Instituto de Salud Carlos III, que agrupa a más de 11.000 investigadores en 69 redes de temáticas sanitarias distribuidas a través de todas las comunidades autónomas.
Dirige el Grupo de Ingeniería Tisular, de la universidad de Granada, que desarrolla investigaciones sobre la construcción en el laboratorio de tejidos artificiales. En 2006, el grupo obtuvo la primera córnea artificial completa, a partir de células cultivadas sobre una matriz de fibrina - agarosa. Con posterioridad, el grupo de investigación ha elaborado otros tejidos como piel, mucosa oral, cartílago y nervios artificiales, algunos de los cuales han comenzado a aplicarse a la clínica.
El 17 de febrero de 2004, se incorporó a la Real Academia Nacional de Medicina, para ocupar el sillón n.º 38 de Histología, que en su día había ocupado Santiago Ramón y Cajal.

## Cargos ejercidos
- Coordinador de Actividades del Colegio Mayor Universitario Beato Diego de Cádiz, desde 1978 a 1980.
- Presidente de la Sociedad Española de Histología desde 1983 hasta 1993.[6]
- Director del colegio mayor universitario “Carmen de la Victoria” de la Universidad de Granada entre 1983 y 1987.
- Decano de la Facultad de Medicina de Granada desde 1992 hasta el 2000.[6]
- Presidente de la conferencia española de decanos de facultades de medicina entre 1996 y 2000.
- Presidente de la asociación europea de facultades de medicina entre 2000 y 2001.
- Representante de España en el comité consultivo de la Unión Europea para la formación de médicos desde 1998.
- Miembro del consejo asesor de Ciencia y Tecnología desde 2000 a 2004.
- Director del Instituto de Salud Carlos III desde 2000 a 2004 (cese según Real Decreto 1342/2004, de 28 de mayo)[6]
- Miembro de comités editoriales y evaluador científico de revistas e instituciones nacionales e internacionales (Lancet, Scanning Microscopy, Welcome Trust de Reino Unido, fundación para la ciencia y tecnología de Portugal).
- Académico numerario de la Real Academia de Medicina y Cirugía de Andalucía Oriental.
- Miembro del Grupo Missao, asesor del Gobierno de Portugal para las Ciencias de la Salud desde 1999.
- Presidente del Consejo Social de la ciudad de Granada.[7]
- Jefe de la delegación española en la Conferencia contra la clonación de seres humanos con fines de reproducción de las Naciones Unidas en 2002[6]
- Presidente de la Real Academia de Medicina de Andalucía Oriental (2012-2020).
- Director científico del Biobanco del Sistema Sanitario Público de Andalucía (desde 2019).
- Vicepresidente de la Real Academia Nacional de Medicina de España (desde 2020).

## Reconocimientos
- Profesor Honorario de la Universidad de Valparaíso.
- Medalla de Oro del Colegio Oficial de Farmacéuticos de Granada.
- Medalla de Honor de la facultad de medicina de la Universidad Carolina de Praga.[6]
- Premio EDIMSA al personaje sanitario del año 2000.
- Doctorado honoris causa de la Universidad Nacional de Córdoba en la República Argentina en el año 2005.[6]
- Premio Salud Investiga 2008, de la Junta de Andalucía, a la Investigación de Vanguardia, por el desarrollo de la primera córnea artificial mediante Ingeniería Tisular.
- Premio Excelencia Docente 2010 de la Universidad de Granada.[8]
- Hijo Predilecto de la Ciudad de San Fernando en abril de 2016.[9]
- Doctor honoris causa por la Universidad Autónoma de Santo Domingo en julio de 2016.
- Doctor honoris causa por la Universidad de Aveiro en octubre de 2016.[10]
- Premio a los 25 Embajadores de la Medicina Española según Diario Médico (2018).[11]
- Premio Internacional Antonio Gallego de Educación Médica 2019.[12]
- Medalla Maestre-de San Juan, otorgada por la Sociedad Española de Histología e Ingeniería Tisular en 2022.

## Artículos y libros
Es autor de más de un centenar de artículos científicos sobre histología, inmunología y células madre, así como de los siguientes libros y ensayos:
- Histología, embriología e ingeniería tisular bucodental: (tres ediciones en español y una en portugués) Madrid. Editorial Médica Panamericana.
- Antonio Campos Muñoz, (2004). Cuerpo, Histología y Medicina. De la descripción microscópica a la ingeniería tisular. Real Academia Nacional de Medicina.

- Libros de ensayo:

- El cuerpo humano. La construcción de la libertad. Ed. Comares. 1ª edición 1998. 
- Manual de Reflexiones Urgentes. Ed. Atrio, S.L. 1ª edición 2007.
- Granada. Alma y Soledades. Ed. Delegación de Cultura y Patrimonio, Ayuntamiento de Granada. 1ª edición 2010. 
- El Cuerpo que viene y otros ensayos efímeros. Ed. Alhuia. 1ª Edición 2011.
- El jardín y la palabra: encuentros en el Carmen de la Victoria. Ed. Universidad de Granada. 1ª edición 2013.